# 右江区
右江区（うこう-く）は中華人民共和国広西チワン族自治区百色市に位置する市轄区。

## 行政区画
- 街道:百城街道、竜景街道
- 鎮:陽圩鎮、四塘鎮、竜川鎮、永楽鎮
- 郷:大楞郷、泮水郷
- 民族郷:汪甸ヤオ族郷